# 大相撲平成21年1月場所
大相撲平成21年1月場所（おおずもうへいせい21ねん1がつばしょ）は、2009年1月11日から1月25日まで東京・両国国技館で開催された大相撲本場所。
幕内最高優勝は横綱・朝青龍明徳（14勝1敗・23回目）。

## 場所前の話題など
横綱・朝青龍が2場所連続休場して場所を迎えることになり、成績次第では進退が問われることになった。平成19年の仮病による巡業休場疑惑や平成20年の怪我による休場で成績が下降しており、特に白鵬の3連覇で迎えたこの場所は朝青龍が意地を見せるのか、それとも白鵬が朝青龍に引導を渡すのか、大きくクローズアップされた。
また、安馬改め日馬富士が新大関に昇進した。

## 番付・星取表
| 東       | 成績       | 結果     | 番付   | 西       | 成績      | 結果   |
| -------- | ---------- | -------- | ------ | -------- | --------- | ------ |
| 白鵬     | 14勝1敗    | 優勝同点 | 横綱   | 朝青龍   | 14勝1敗   | 優勝   |
| 琴光喜   | 2勝10敗3休 |          | 大関   | 千代大海 | 8勝7敗    |        |
| 琴欧洲   | 10勝5敗    |          | 大関   | 魁皇     | 8勝7敗    |        |
| 日馬富士 | 8勝7敗     |          | 大関   |          |           |        |
| 把瑠都   | 9勝6敗     |          | 関脇   | 安美錦   | 3勝6敗6休 |        |
| 稀勢の里 | 8勝7敗     |          | 小結   | 豊ノ島   | 2勝6敗7休 |        |
| 琴奨菊   | 6勝9敗     |          | 前頭1  | 旭天鵬   | 9勝6敗    |        |
| 雅山     | 6勝9敗     |          | 前頭2  | 嘉風     | 6勝9敗    |        |
| 豪風     | 7勝8敗     |          | 前頭3  | 豪栄道   | 10勝5敗   | 技能賞 |
| 若の里   | 7勝8敗     |          | 前頭4  | 黒海     | 5勝10敗   |        |
| 普天王   | 5勝10敗    |          | 前頭5  | 高見盛   | 6勝9敗    |        |
| 武州山   | 2勝13敗    |          | 前頭6  | 阿覧     | 5勝10敗   |        |
| 北勝力   | 9勝6敗     |          | 前頭7  | 出島     | 7勝8敗    |        |
| 朝赤龍   | 6勝9敗     |          | 前頭8  | 鶴竜     | 9勝6敗    |        |
| 土佐ノ海 | 5勝10敗    |          | 前頭9  | 千代白鵬 | 6勝9敗    |        |
| 時天空   | 9勝6敗     |          | 前頭10 | 栃乃洋   | 8勝7敗    |        |
| 岩木山   | 8勝7敗     |          | 前頭11 | 栃ノ心   | 8勝7敗    |        |
| 栃煌山   | 10勝5敗    |          | 前頭12 | 垣添     | 8勝7敗    |        |
| 玉鷲     | 7勝8敗     |          | 前頭13 | 光龍     | 5勝10敗   |        |
| 豊響     | 5勝10敗    |          | 前頭14 | 将司     | 4勝11敗   |        |
| 玉乃島   | 11勝4敗    |          | 前頭15 | 山本山   | 8勝7敗    |        |
| 豊真将   | 11勝4敗    | 敢闘賞   | 前頭16 |          |           |        |

## 優勝争い
休場明けの朝青龍は初日から白星を並べていき、白鵬も初日から白星を並べていった。また栃煌山も初日から8連勝と好調であった。10日目に白鵬が新大関・日馬富士に敗れて土が付き、栃煌山は終盤に黒星が重なった。千秋楽は14戦全勝の朝青龍と、13勝1敗の白鵬の直接対決となり、白鵬が勝って両者14勝1敗同士の優勝決定戦となった。優勝決定戦では朝青龍が勝って23回目の優勝を決めた。三賞は殊勲賞は該当者がおらず、11勝4敗の好成績を残した豊真将に敢闘賞、豪栄道に技能賞が贈られた。

## 各段優勝・三賞
- 幕内最高優勝　朝青龍　14勝1敗（23回目）
  - 殊勲賞：該当者なし
  - 敢闘賞：豊真将（2回目）
  - 技能賞：豪栄道（初）
- 十両優勝　翔天狼　11勝4敗
- 幕下優勝　福岡　7戦全勝
- 三段目優勝　碧天　7戦全勝
- 序二段優勝　海翔　7戦全勝
- 序ノ口優勝　久之虎　7戦全勝

## トピック
- 平成20年、秋場所で成績不振により途中休場し、九州場所を全休した横綱・朝青龍にとっては成績次第で進退が問われる場所となったが、初日から破竹の14連勝、千秋楽は白鵬に敗れたが、優勝決定戦で下し、復活を印象付ける優勝となった。
- 新大関・日馬富士は、初日から4連敗を喫し、新大関としての初日からの連敗記録ではワースト記録となった。
- 新入幕の山本山は体重260kgを超える巨漢力士で、そのコミカルな表情と所作が話題を呼んだ。